# Cerura
Genre
Le genre Cerura regroupe des lépidoptères (papillons) de nuit de la famille des Notodontidae.

## Liste des espèces
- Cerura australis Scott, 1864.
- Cerura candida Lintner, 1878.
- Cerura dayongi Schintlmeister et Fang, 2001.
- Cerura delavoiei (Gaschet, 1876).
- Cerura erminea (Esper, 1783) – Hermine.
- Cerura felina Butler, 1877.
- Cerura iberica (Ortiz et Templado, 1966). – Queue-Fourchue ibérique.
- Cerura liturata Walker, 1855.
- Cerura malaysiana Holloway, 1982.
- Cerura menciana Moore, 1877.
- Cerura multipunctata Bethune-Baker, 1904.
- Cerura priapus Schintlmeister, 1997.
- Cerura przewalskyi (Alphéraky, 1882).
- Cerura rarata Walker, 1865.
- Cerura scitiscripta Walker, 1865.
- Cerura subrosea (Matsumura, 1927).
- Cerura tattakana Matsumura, 1927.
- Cerura thomasi Schintlmeister, 1993.
- Cerura vinula (Linnaeus, 1758) – Queue fourchue ou Vinule ou Grande harpie.